# Malcom Edjouma
Malcom Sylas Edjouma Laouari (n. 8 octombrie 1996, Toulouse, Franța) este un fotbalist francez și marocan, care joacă pe post de mijlocaș defensiv la FCSB în SuperLiga României.

## Cariera de club
Edjouma și-a început cariera de tineret cu academiile de la PSG și Toulouse.

### Lorient
Pe 29 iulie 2018, Edjouma s-a transferat la FC Lorient și a fost împrumutat înapoi la US Concarneau pentru restul sezonului. Edjouma și-a făcut debutul cu Lorient într-o egalitate de 0-0 în Ligue 2 cu Le Havre AC pe 28 iulie 2018.

### Red Star (împrumut)
Pe 10 ianuarie 2019, Edjouma a fost împrumutat la clubul de de ligă secundă, Red Star FC, pentru restul sezonului.

### Chambly (împrumut)
Pe 16 iulie 2019, Edjouma a fost împrumutat echipei de Ligue 2, Chambly.

### Viitorul Constanța
Pe 23 ianuarie 2020, Edjouma a semnat un contract de doi ani și jumătate cu clubul român, Viitorul Constanța.

## Viata personală
Edjouma s-a născut în Franța, dintr-un tată camerunez și o mamă marocană.